# Sally Waterman Phelps
Sally Waterman Phelps (ur. 24 lipca 1797 we Franklin, zm. 2 stycznia 1874 w Salt Lake City) – żona Williama Winesa Phelpsa, jedna z postaci wczesnej historii ruchu świętych w dniach ostatnich (mormonów). 

## Życiorys
Urodziła się w miejscowości Franklin w stanie Nowy Jork jako córka Davida Bassetta Watermana i Jerushy Case. 28 kwietnia 1815 w Smyrnie poślubiła Williama Winesa Phelpsa. W kolejnych latach często zmieniała miejsce zamieszkania, wreszcie w czerwcu 1831 na krótko osiadła w Kirtland w stanie Ohio. W tym też mieście zetknęła się z niedawno zorganizowanym Kościołem Jezusa Chrystusa Świętych w Dniach Ostatnich i ostatecznie została członkiem tej wspólnoty religijnej. Ochrzczona została 16 czerwca 1831.
Podążając w ślad za migrującymi współwyznawcami, pomieszkiwała kolejno w Independence w hrabstwie Jackson (od sierpnia 1831) oraz hrabstwie Clay w Missouri (od 1833), następnie w Dayton w hrabstwie Montgomery w Ohio (od 1840). Wreszcie w 1841 dotarła do Nauvoo w Illinois. W owym czasie było to centrum organizacyjne mormonizmu. W 1843 otrzymała tam działkę. Dołączyła do kolejnej fali mormońskiej migracji i w 1846 dotarła do Winter Quarters w dzisiejszej Nebrasce. Brała również udział w masowej migracji członków Kościoła na terytorium dzisiejszego Utah. Do doliny Wielkiego Jeziora Słonego dotarła w 1849. Zmarła w Salt Lake City.
Połączona wieczyście ze swoim mężem w obrzędzie pieczętowania, podczas jednej z  pierwszych w historii Kościoła ceremonii tego typu, która odbyła się 2 lutego 1844. Włączona w skład Namaszczonego Kworum, utworzonego przez Josepha Smitha, twórcę ruchu świętych w dniach ostatnich oraz prezydenta Kościoła. Jako jedna z siedemnastu kobiet otrzymała drugie namaszczenie za życia Smitha, w obrzędzie zarezerwowanym wówczas dla mormońskich przywódców oraz niektórych z ich małżonek (2 lutego 1844). Jako jedna z pierwszych kobiet w Nauvoo wzięła również udział w ceremonii obdarowania (23 grudnia 1843).
Utrwalona w mormońskiej kulturze już we wczesnych latach istnienia tej wspólnoty religijnej. Jej namalowany pędzlem nieznanego artysty portret z około 1837 prawdopodobnie znalazł się w mormońskiej świątyni w Kirtland. Jego reprodukcję, pędzla Jany T. (Myrberg) Isaac, można zobaczyć w należącym do Społeczności Chrystusa Kirtland Temple Visitor Center.